# Pleasant Groves (Alabama)
Pleasant Groves é uma cidade  localizada no estado americano de Alabama, no Condado de Jackson.

## Demografia
Segundo o censo americano de 2000, a sua população era de 447 habitantes.
Em 2006, foi estimada uma população de 446, um decréscimo de 1 (-0.2%).

## Geografia
De acordo com o United States Census Bureau, a localidade tem uma área de 9,8 km², sem área coberta por água.

## Localidades na vizinhança
O diagrama seguinte representa as localidades num raio de 24 km ao redor de Pleasant Groves.